# Airlinair
Airlinair – francuska linia lotnicza działająca w latach 1999–2013 z siedzibą w Rungis.
Obsługiwała połączenia regionalne. Głównym węzłem był Port lotniczy Paryż-Roissy-Charles de Gaulle. Z końcem marca 2013 przewoźnik zakończył prowadzenie działalności i został połączony z dwiema innymi liniami regionalnymi Brit Air i Régional tworząc HOP! (obecnie Air France Hop).